# Neumarkter Jura-Volksfest

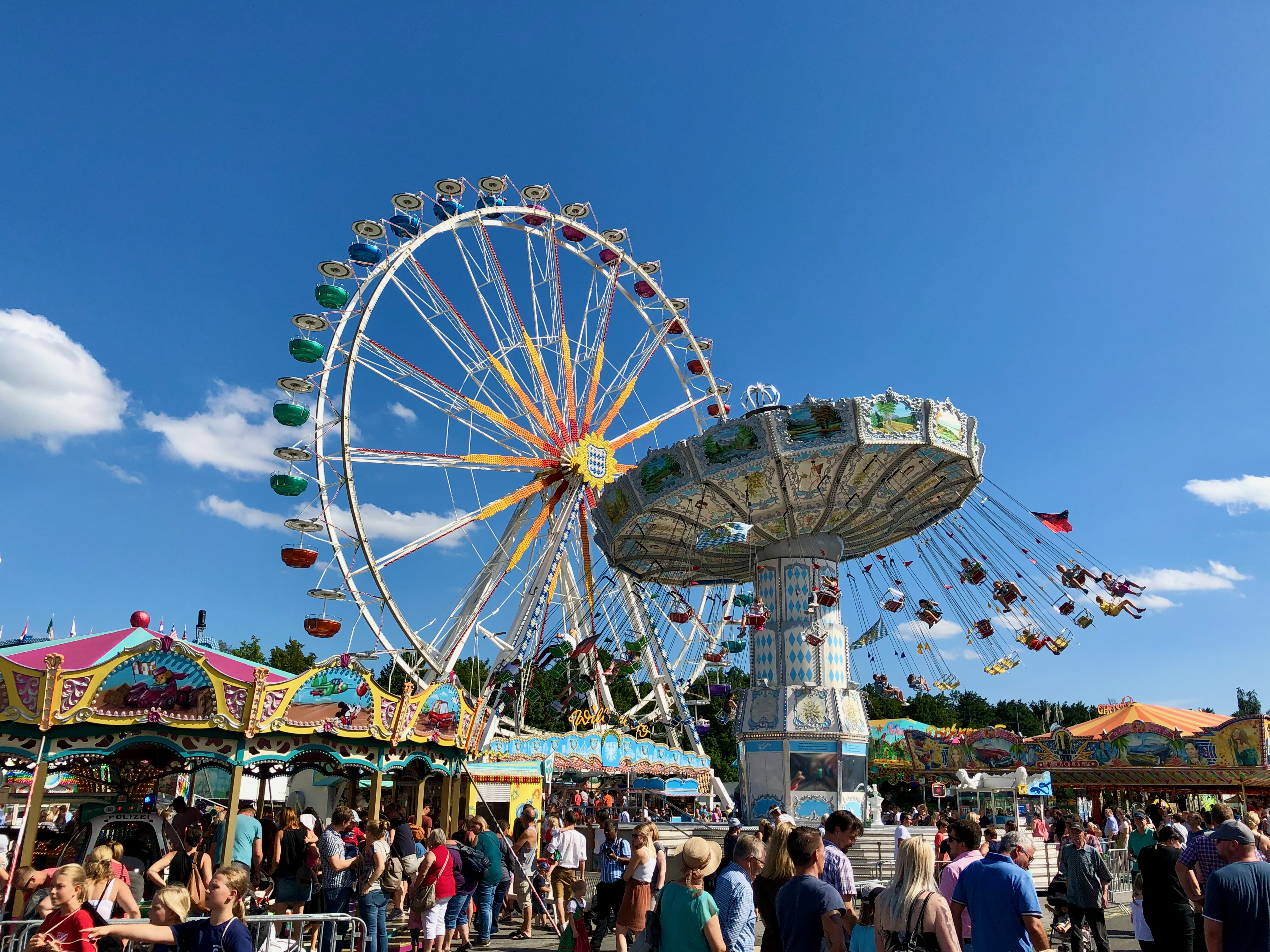
Jura-Volksfest 2019

Das Neumarkter Jura-Volksfest ist ein Volksfest in Neumarkt in der Oberpfalz. Es findet jährlich im August um Mariä Himmelfahrt statt und dauert 11 Tage. Es geht zurück auf einen Ableger des Münchner Oktoberfests, der als landwirtschaftliches Fest 1829 durch Neumarkter Bürger eingeführt wurde. Heute zählt es zu den größten Volksfesten in Bayern, jährlich werden etwa 300.000 Besucher gezählt.
Das Volksfest fand zunächst am Turnerheim in der Mariahilfstraße statt, seit den 1950er Jahren dann auf dem Tummelplatz an der Ringstraße, dem Gelände des heutigen Johanneszentrums. 1979 zog das Fest  auf den neuen Volksfestplatz am Kurt-Romstöck-Ring, wo es seitdem stattfindet.
Der Vergnügungspark mit den Fahrgeschäften hat eine Fläche von ca. 13.000 Quadratmetern, hier werden jeweils ca. 10 große Fahrgeschäfte aufgebaut (z. B. Riesenrad, Achterbahn), außerdem zahlreiche kleinere Schießbuden, Belustigungsgeschäfte und Imbissbuden. Die Bewirtungszone wird in den und rund um die benachbarten Jura-Hallen eingerichtet. Der Biergarten auf dem Herbert-Fischer-Platz bietet ca. 5000 Menschen Platz, in der Großen Jura-Halle und der Kleinen Jura-Halle treten an allen Tagen Blaskapellen und Rockbands auf, hier finden weitere 8000 Menschen Platz.

## Programm und Ablauf

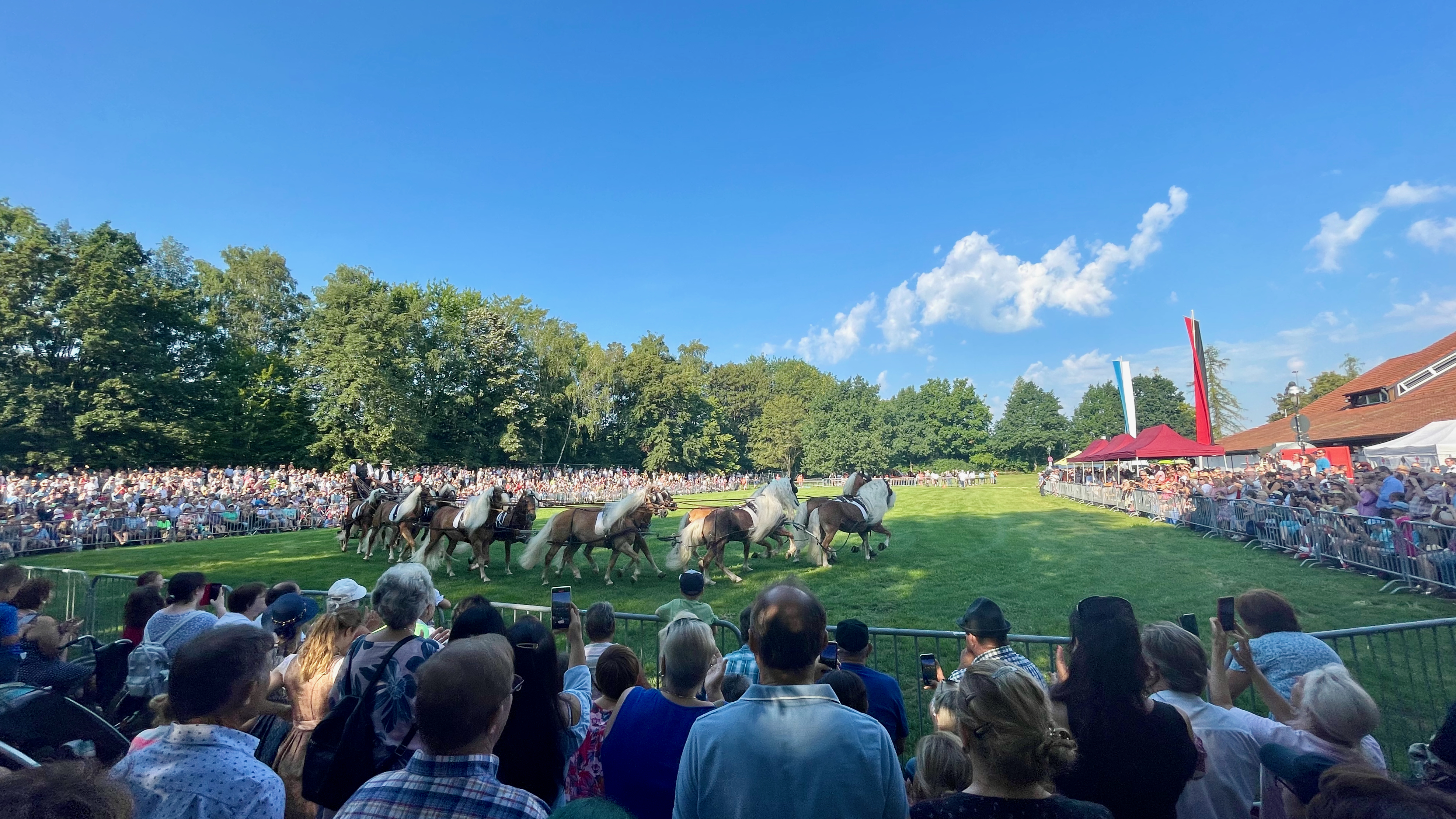
Pferde- und Fohlenschau während des Jura-Volksfestes 2023

Das Jura-Volksfest bietet mehrere Programm-Höhepunkte. Am ersten Sonntag findet ein großer Festzug durch die Neumarkter Innenstadt statt, der aus zahlreichen Blaskapellen, Festkutschen sowie Fußgruppen und Festwägen verschiedener Vereine und Einrichtungen aus der umliegenden Region gebildet wird. Insgesamt nehmen bis zu 100 Gruppen teil. Der Festzug führt von der Freystädter Straße und die Bahnhofstraße durch die Altstadt und erreicht über den Kurt-Romstöck-Ring den Festplatz, wo der Zug sich auflöst. 25.000 Menschen sind entlang der Strecke als Zuschauer anzutreffen.
An den beiden Sonntagen ist jeweils eine Sportveranstaltung Teil des Programmes, meist ein Fußballspiel des ASV Neumarkt auf dem benachbarten Sportplatz sowie ein Box- oder Ringkampf in der Jura-Halle.
Einzelne Tage richten sich mit besonderen Programmpunkten und Vergünstigungen an bestimmte Zielgruppen: so gibt es einen Seniorennachmittag, einen Tag für Menschen mit Behinderung oder auch zwei Kinder- und Familiennachmittage.
Am letzten Tag findet die Pferde- und Fohlenschau, umgangssprachlich auch der Roßmarkt, statt, bei der die Tiere nach Zucht- und Dressurkriterien bewertet und  ausgezeichnet werden. Zum Abschluss des Festes wird dann am Abend ein Hochfeuerwerk gezündet, an das sich dann der Schlussrummel anschließt.

## Bier und Brauereien, Bewirtung
Das Festbier wird im jährlichen Wechsel von den drei Neumarkter Brauereien Neumarkter Lammsbräu, Gansbrauerei und der Glossner-Bräu produziert. Andere Biersorten kommen nicht zum Ausschank. Für die Volksfeste 2022 bis 2024 haben Marco Härteis und Sabine Härteis-Dörfler die Ausschreibung für den Festwirt gewonnen.
Das Volksfest endet täglich um Mitternacht. Lediglich die Bars in den Jura-Hallen und auf dem Herbert-Fischer-Platz sowie das Weinzelt dürfen weiter bis 3 Uhr ausschenken. 

## Sicherheit und Infrastruktur
Das Rote Kreuz unterhält in beiden Jura-Hallen Erste-Hilfe-Stationen, die rund um die Uhr besetzt sind. Die Polizei zeigt starke Präsenz auf dem Festplatz, dabei wird sie auch von der Bereitschaftspolizei unterstützt. Die Stadtwerke Neumarkt dehnen während des Volksfestes den Betrieb der Stadtbusse aus, diese verkehren täglich bis ca. 1 Uhr nachts in alle Stadtteile und bedienen auch die umliegenden Gemeinden.